# 底川村

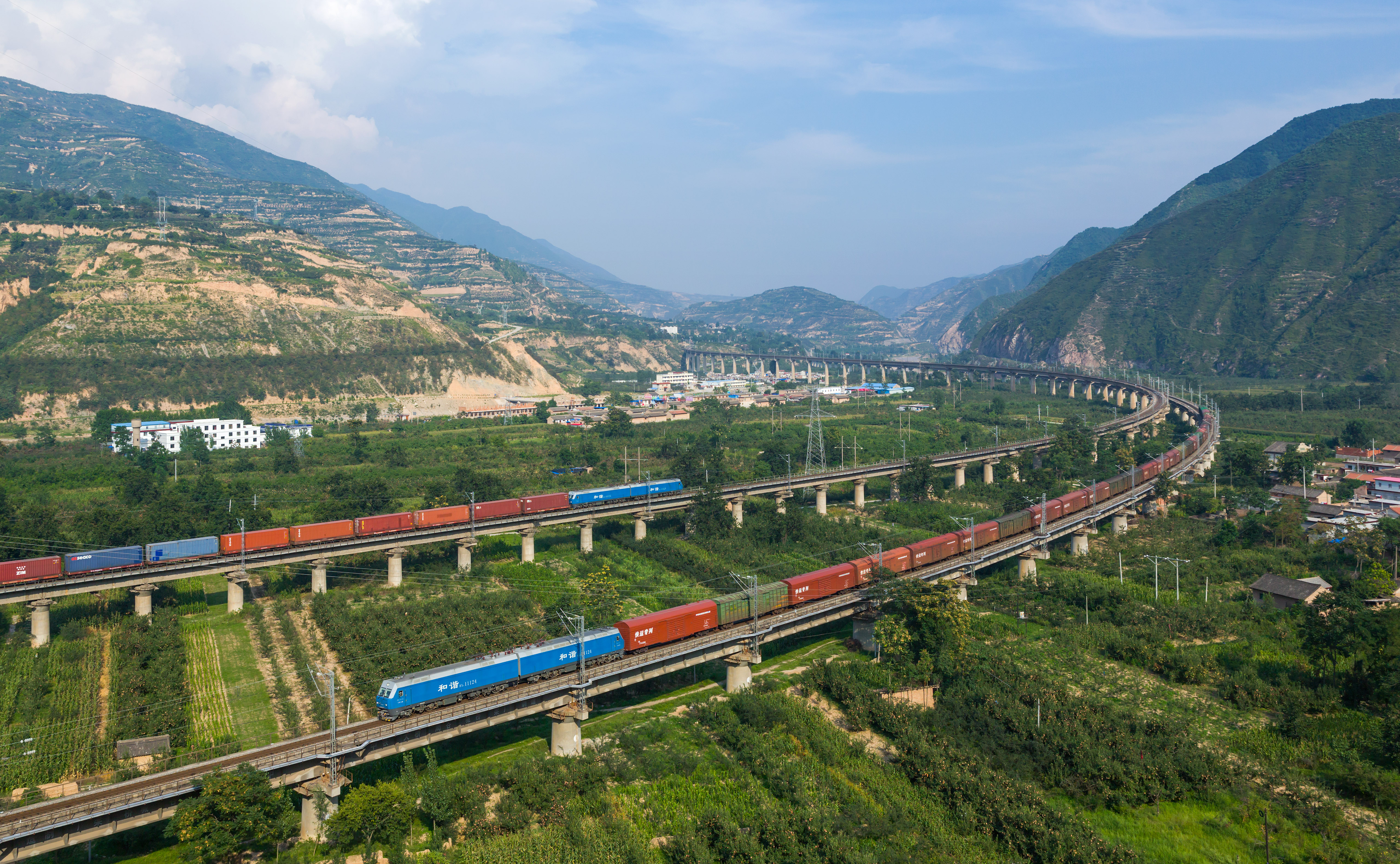
底川村（部分）

底川村，是中华人民共和国甘肃省天水市麦积区元龙镇下辖的一个以李姓为主的自然村，花椒、苹果为其支柱产业。

## 地理概况
由底川村主体和「坪上」部分组成。位于秦岭山脉的渭河河谷地带，三面环山，村庄主体平坦，其中「坪上」部分居民住在山脚高台区域。渭河流经村前，通往对岸有座去往玄头村的「玄元桥」（桥北岸有天水籍知名道士、原中国道教协会会长任法融提写的桥名纪念石碑）。牛北公路（310国道）从村边经过。陇海铁路双向两条铁道从村中央穿过。
居民大部分依山而居居住在西边，近些年来由于修建铁路复线工程搬迁至东边的国道旁，已经初步形成了一个规模化的居住区。随着集贸市场、商业、小陇山林业警察支队、交警支队的进驻，临公路和渭河的东北部成为了重点发展区域。